# 앤드리아 로스
앤드리아 로스(Andrea Roth, 1967년 9월 30일 ~ )는 캐나다의 배우이다.

## 출연
- 워 (2007)